# 戈爾平卡河
霍爾平卡河（烏克蘭語：Горпинка），是烏克蘭西部的河流，屬於西布格河的左支流。該河發源自亞基米夫，流經利維夫州的利維夫區，河道全長20公里，流域面積69.3平方公里。